# Vombisidris philax
Vombisidris philax é uma espécie de formiga do gênero Vombisidris, pertencente à subfamília Myrmicinae.